# Coenonympha kunas
Coenonympha kunas är en fjärilsart som beskrevs av Felix Bryk 1942. Coenonympha kunas ingår i släktet Coenonympha och familjen praktfjärilar. Inga underarter finns listade i Catalogue of Life.